# Saint-Léger-Triey
Pour les articles homonymes, voir Saint-Léger.
Saint-Léger-Triey est une commune française située dans le canton d'Auxonne du département de la Côte-d'Or en région Bourgogne-Franche-Comté.

## Géographie
Le village de Saint-Léger-Triey se trouve à 30 km de Dijon. Il fait partie du canton de Pontailler-sur-Saône. C'est en 1861 que les deux communes de Saint-Léger et Triey ont fusionné. Le village est arrosé par la Bèze et l'Albane.

### Climat
Pour des articles plus généraux, voir Climat de la Bourgogne-Franche-Comté et Climat de la Côte-d'Or.
En 2010, le climat de la commune est de type climat des marges montargnardes, selon une étude du Centre national de la recherche scientifique s'appuyant sur une série de données couvrant la période 1971-2000. En 2020, Météo-France publie une typologie des climats de la France métropolitaine dans laquelle la commune est exposée à un climat semi-continental et est dans la région climatique  Bourgogne, vallée de la Saône, caractérisée par un bon ensoleillement (1 900 h/an), un été chaud (18,5 °C), un air sec au printemps et en été et des vents faibles. 
Pour la période 1971-2000, la température annuelle moyenne est de 10,5 °C, avec une amplitude thermique annuelle de 17,6 °C. Le cumul annuel moyen de précipitations est de 846 mm, avec 11,8 jours de précipitations en janvier et 7,9 jours en juillet. Pour la période 1991-2020, la température moyenne annuelle observée sur la station météorologique de Météo-France la plus proche, « Poyans », sur la commune de Poyans à 17 km à vol d'oiseau, est de 11,1 °C et le cumul annuel moyen de précipitations est de 911,8 mm,. Pour l'avenir, les paramètres climatiques de la commune estimés pour 2050 selon différents scénarios d'émission de gaz à effet de serre sont consultables sur un site dédié publié par Météo-France en novembre 2022.

## Urbanisme

### Typologie
Au 1er janvier 2024, Saint-Léger-Triey est catégorisée commune rurale à habitat dispersé, selon la nouvelle grille communale de densité à 7 niveaux définie par l'Insee en 2022.
Elle est située hors unité urbaine. Par ailleurs la commune fait partie de l'aire d'attraction de Dijon, dont elle est une commune de la couronne,. Cette aire, qui regroupe 333 communes, est catégorisée dans les aires de 200 000 à moins de 700 000 habitants,.

### Occupation des sols
L'occupation des sols de la commune, telle qu'elle ressort de la base de données européenne d’occupation biophysique des sols Corine Land Cover (CLC), est marquée par l'importance des territoires agricoles (60,2 % en 2018), une proportion identique à celle de 1990 (60,2 %). La répartition détaillée en 2018 est la suivante : 
terres arables (44,8 %), forêts (32 %), prairies (15 %), eaux continentales (4,1 %), milieux à végétation arbustive et/ou herbacée (3,7 %), zones agricoles hétérogènes (0,3 %). L'évolution de l’occupation des sols de la commune et de ses infrastructures peut être observée sur les différentes représentations cartographiques du territoire : la carte de Cassini (XVIIIe siècle), la carte d'état-major (1820-1866) et les cartes ou photos aériennes de l'IGN pour la période actuelle (1950 à aujourd'hui).

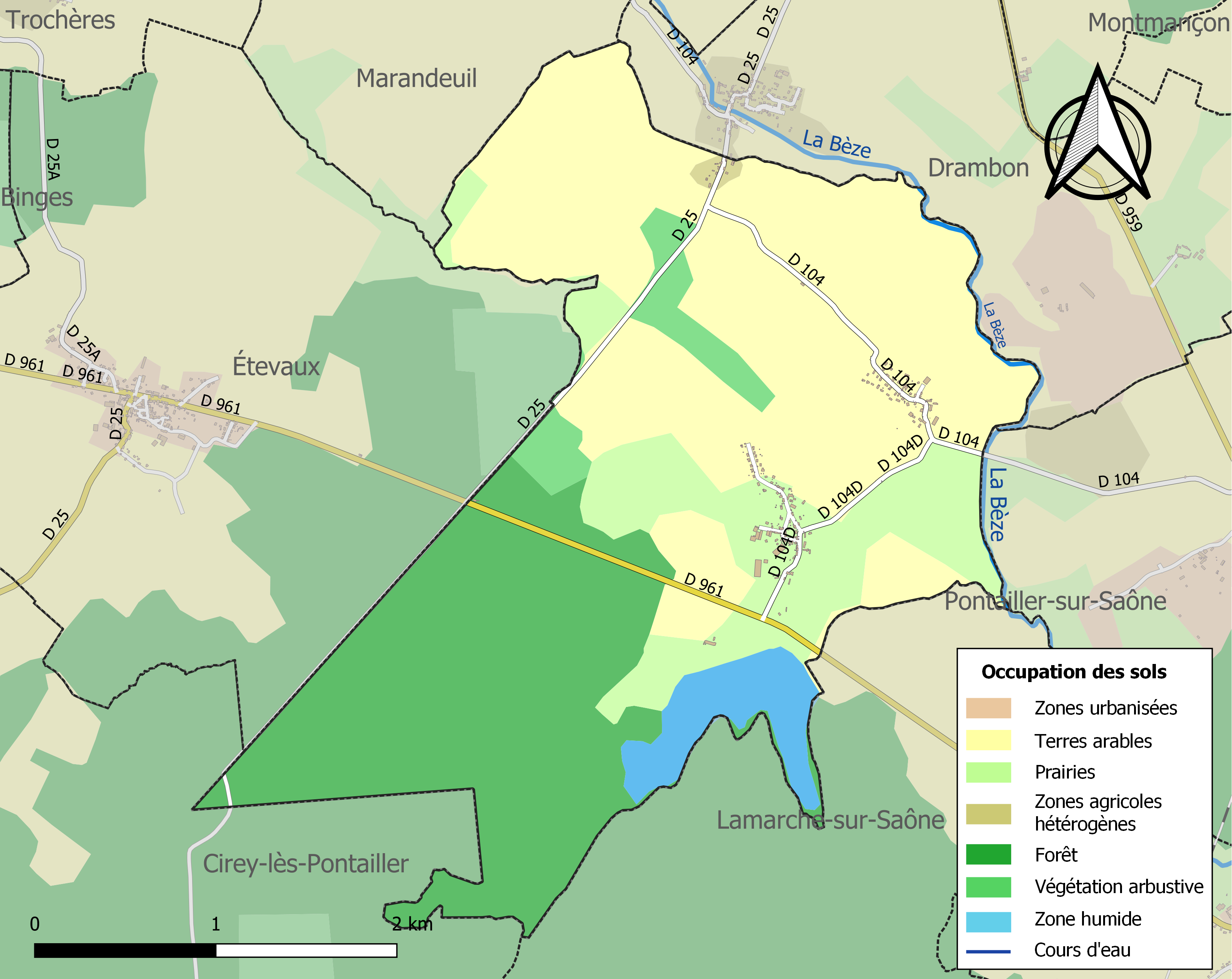
Carte des infrastructures et de l'occupation des sols de la commune en 2018 (CLC).

## Histoire
Vers 780, sous le règne de Charlemagne, une abbaye fut créée à Saint Léger-de-Champeaux, d'abord de nonnes, puis, à partir de 820, de moines bénédictins. Cette abbaye possédait des biens dans les paroisses voisines ainsi qu'à Maxilly-sur-Saône et Heuilley-sur-Saône. L'évêque de Langres était le suzerain de cette région et l'abbaye dépendait de lui.
Vers l'an 1000, Gersende, seconde épouse du duc de Bourgogne Eudes-Henri, demanda à Heldric abbé de Saint-Germain d'Auxerre, d'assurer la réforme de l'abbaye de Saint-Léger-Champeaux et d'y maintenir la présence d'au moins huit religieux, ce qu'il fit. Les moines de Saint-Léger créèrent alors ou restaurèrent l'église de Maxilly, qui fut consacrée à saint Martin. Cette église fut également placée sous le patronage de l'abbé de Saint-Germain d'Auxerre.
Au XIe siècle, Saint-Léger faisait déjà partie du duché de Bourgogne alors que Pontailler, Mirebeau, LaMarche, appartenaient encore au comte de Bourgogne. C'est à cette époque que Raoul Glaber, futur chroniqueur de l'an mil (en langue vulgaire), fut novice à l'abbaye de Saint-Léger (vers 1020). C'est probablement à cette époque que les moines de Saint-Léger firent construire à Heuilley-sur-Saône une église dépendant de leur abbaye. Elle fut dédiée à l'Assomption de la Vierge et était considérée comme une annexe de celle de Maxilly
Aux XVIe et XVIIe siècles, les paroisses d'Heuilley et Maxilly restaient encore rattachées au prieuré de Saint-Léger qui touchait deux-tiers des dîmes prélevées dans ces  villages (le tiers restant allant au prieuré de Saint-Sauveur). Le prieuré de Saint-Léger renonça à ce paiement par charte datée du 10 octobre 1690.
Lors de la guerre de Trente Ans à la mi-septembre 1636, les troupes impériales commandées par Matthias Gallas détruisirent le prieuré de Saint-Léger, dispersèrent les moines et massacrèrent la plupart des habitants. Vaincues devant Saint-Jean-de-Losne, elles repassèrent dans la région comprise entre Saint-Léger et Arc-sur-Tille en décembre 1636, laissant beaucoup de morts et abandonnant de nombreux canons.
Sous la Terreur (1793/94), Claude Mariote âgé de 38 ans, et son frère Jean âgé de 32 ans, natifs de Saint-Léger, furent guillotinés comme contre-révolutionnaires, l'aîné le 15 nivôse de l'an II, le cadet le 26 frimaire de l'an II.
Pendant 45 ans le village de Saint-Léger eut pour maire le général baron Paulin (1782-1876) ancien aide de camp du Grand Maréchal du palais de l'empereur Napoléon Ier. En 1851 il prit une part active dans le soutien au coup d'État du 2 décembre de Louis Napoléon Bonaparte et demanda le 14 décembre aux maires du canton de Pontailler de signer une adresse de remerciements et félicitations au nouvel empereur Napoléon III, ce que la plupart acceptèrent de faire.

## Politique et administration
| Période                                  | Période  | Identité        | Étiquette | Qualité                                                                                              |
| ---------------------------------------- | -------- | --------------- | --------- | --- |
| avant 1988                               | ?        | M. Henri Burner | PS        | Conseiller général du canton de Pontailler-sur-Saône (1979-1985), suppléant du député Hervé Vouillot |
| mars 2001                                | En cours | M. Gérard Picci | SE        | Retraité                                                                                             |
| Les données manquantes sont à compléter. |          |                 |           | |

## Activité économique
L'activité économique a été et reste essentiellement agricole (pâturages, vaches laitières, élevage, céréales ...).

## Démographie
L'évolution du nombre d'habitants est connue à travers les recensements de la population effectués dans la commune depuis 1793. Pour les communes de moins de 10 000 habitants, une enquête de recensement portant sur toute la population est réalisée tous les cinq ans, les populations de référence des années intermédiaires étant quant à elles estimées par interpolation ou extrapolation. Pour la commune, le premier recensement exhaustif entrant dans le cadre du nouveau dispositif a été réalisé en 2008.

En 2022, la commune comptait 250 habitants, en évolution de −3,85 % par rapport à 2016 (Côte-d'Or : +0,82 %, France hors Mayotte : +2,11 %).
| 1793 | 1800 | 1806 | 1821 | 1836 | 1841 | 1846 | 1851 | 1856 |
| ---- | ---- | ---- | ---- | ---- | ---- | ---- | ---- | ---- |
| 138  | 169  | 154  | 146  | 152  | 165  | 180  | 165  | 153  |

| 1861 | 1866 | 1872 | 1876 | 1881 | 1886 | 1891 | 1896 | 1901 |
| ---- | ---- | ---- | ---- | ---- | ---- | ---- | ---- | ---- |
| 216  | 221  | 190  | 175  | 149  | 154  | 143  | 145  | 130  |

| 1906 | 1911 | 1921 | 1926 | 1931 | 1936 | 1946 | 1954 | 1962 |
| ---- | ---- | ---- | ---- | ---- | ---- | ---- | ---- | ---- |
| 115  | 110  | 110  | 109  | 122  | 88   | 112  | 112  | 123  |

| 1968 | 1975 | 1982 | 1990 | 1999 | 2006 | 2008 | 2013 | 2018 |
| ---- | ---- | ---- | ---- | ---- | ---- | ---- | ---- | ---- |
| 104  | 119  | 105  | 146  | 145  | 191  | 204  | 248  | 244  |

| 2022 | - | - | - | - | - | - | - | - |
| ---- | - | - | - | - | - | - | - | - |
| 250  | - | - | - | - | - | - | - | - |

Les habitants s'appellent les Léodégardiens.

## Lieux et monuments
- Mairie à clocheton
- Église avec vestiges de l'ancienne église romane et une chapelle du XVIIe siècle
- L'église possède une Vierge à l'Enfant du XIIIe siècle, deux statues de saints évêques du XVIe siècle, un retable en bois sculpté aussi du XVIe
- Restes de l'ancienne abbaye reconstruite au XVIIe siècle (crypte mérovingienne ou carolingienne et vestiges préromans)
- Château
- Forêt domaniale, étangs (Maladière, Pierre, Bouquet...)

## Personnalités liées à la commune
- Raoul Glaber (985-1047), moine chroniqueur de son temps (an mil).
- Jules-Antoine Paulin, général-baron d'Empire (1782-1876), maire du village.

## Héraldique
| Blason de Saint-Léger-Triey | Blason  | D'argent aux deux filets ondés en fasce d'azur, au pal de sinople chargé d'une crosse d'or brochant sur le tout, au chef de gueules chargé de trois chabots aussi d'or. |
| Blason de Saint-Léger-Triey | Détails | Le statut officiel du blason reste à déterminer. |